# Mangaan-55
Mangaan-55 of 55Mn is de enige stabiele isotoop van mangaan, een overgangsmetaal. Vanwege het feit dat mangaan maar één stabiele isotoop kent met een abundantie op Aarde van 100%, valt het element onder zowel de mononuclidische als de mono-isotopische elementen. Daarnaast komt ook de radioactieve isotoop mangaan-53 in zeer kleine hoeveelheden (sporen) voor.
Mangaan-55 ontstaat onder meer bij het radioactief verval van chroom-55 en ijzer-55.
44Mn · 45Mn · 46Mn · 46mMn · 47Mn · 48Mn · 49Mn · 50Mn · 50mMn · 51Mn · 52Mn · 52mMn · 53Mn · 54Mn · 55Mn · 56Mn · 57Mn · 58Mn · 58mMn · 59Mn · 60Mn · 60mMn · 61Mn · 62Mn · 62mMn · 63Mn · 64Mn · 64mMn · 65Mn · 66Mn · 67Mn · 68Mn · 69Mn · 70Mn · 71Mn · 72Mn